# مبرهنة الساندويتش
في الرياضيات، مبرهنة الساندويتش أو مبرهنة العصر أو مبرهنة الحصر (بالإنجليزية: Squeeze theorem أو Sandwich theorem)‏، هي مبرهنة تتعلق بنهاية دالة.
تستخدم مبرهنة الساندويتش في حساب التفاضل والتكامل والتحليل الرياضي.  تُستَخدَم عادةً للتأكد من نهاية دالة من خلال المقارنة مع دالتين أخريين نهايتهما معلومة أو تُحسَب بسهولة.  استخدمت لأول مرة هندسيًا من قبل علماء الرياضيات أرخميدس وإيودوكسوس في محاولة لحساب الثابت π، وتم صياغتها بمصطلحات حديثة من قبل كارل فريدريش غاوس.

## أمثلة

### المثال الأول
النهاية التالية:
{\displaystyle \lim _{x\to 0}x^{2}\sin({\tfrac {1}{x}})}

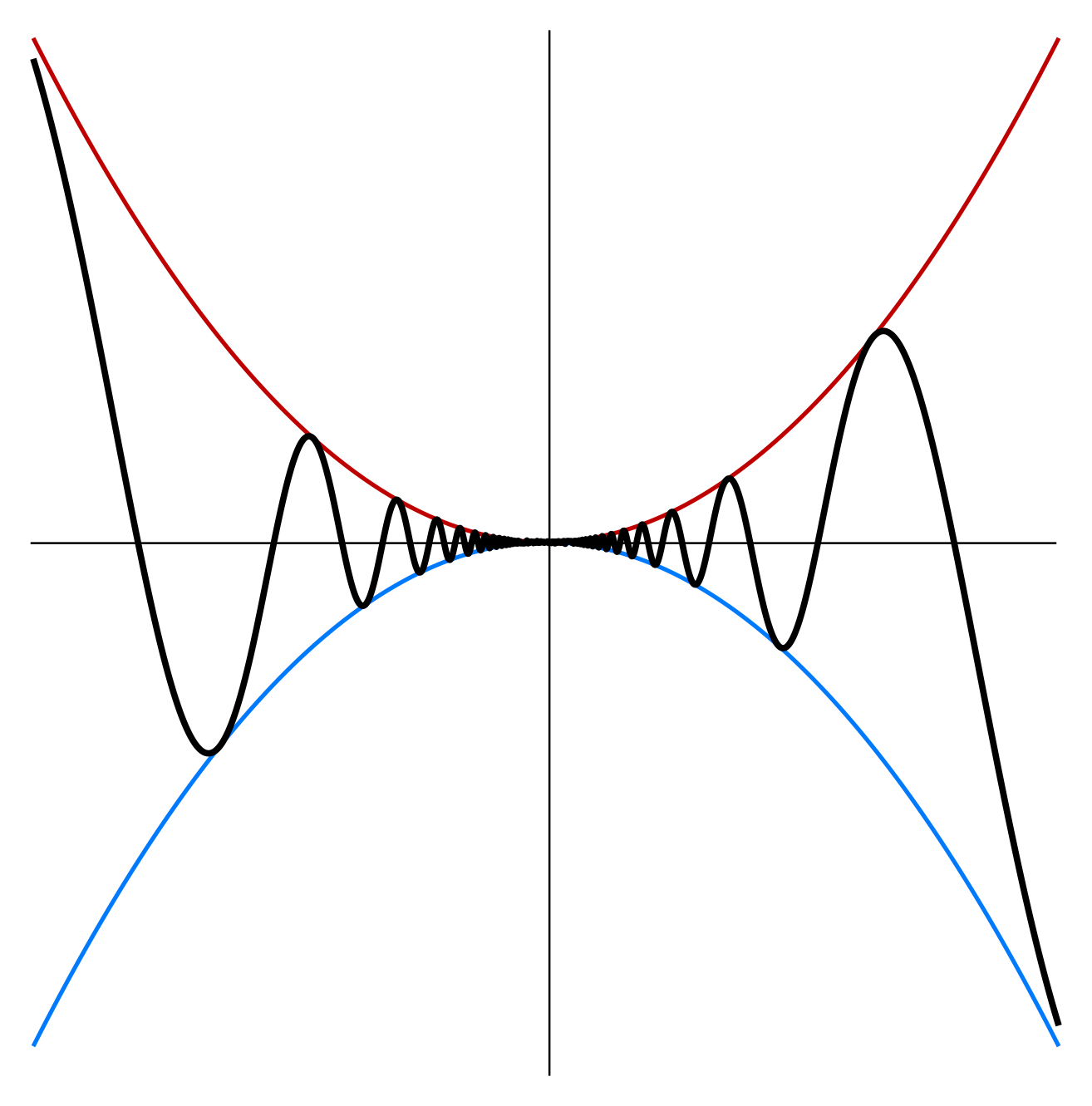
رسم بياني للدالة (بالأسود) و (بالأحمر) و (بالأزرق).

لا يمكن تحديده من خلال قانون النهاية:
{\displaystyle \lim _{x\to a}(f(x)\cdot g(x))=\lim _{x\to a}f(x)\cdot \lim _{x\to a}g(x),}
لأن {\displaystyle \lim _{x\to 0}\sin({\tfrac {1}{x}})} غير موجودة.
لكن، من خلال تعريف دالة الجيب:
{\displaystyle -1\leq \sin({\tfrac {1}{x}})\leq 1.}
نستنتج بأن
{\displaystyle -x^{2}\leq x^{2}\sin({\tfrac {1}{x}})\leq x^{2}}
بما أن {\displaystyle \lim _{x\to 0}-x^{2}=\lim _{x\to 0}x^{2}=0}
بتطبيق مبرهنة الساندويتش:
{\displaystyle \lim _{x\to 0}x^{2}\sin({\tfrac {1}{x}})} يجب أن تكون 0 أيضًا.

### المثال الثاني
هاتان الأمثلة ربما تكون أفضل الأمثلة المعروفة لإيجاد النهاية بالضغط (Squeeze):
{\displaystyle {\begin{aligned}&\lim _{x\to 0}{\frac {\sin(x)}{x}}=1,\\[10pt]&\lim _{x\to 0}{\frac {1-\cos(x)}{x}}=0.\end{aligned}}}
بتطبيق مبرهنة الساندويتش، تنتج أن:
{\displaystyle \cos x\leq {\frac {\sin(x)}{x}}\leq 1}
و:
{\displaystyle 0\leq {\frac {1-\cos(x)}{x}}\leq x}
تُستخدَم هاتين النهايتين لبرهان على حقيقة أن مشتق دالة الجيب هو دالة جيب التمام. 